# Puntikalo
Puntikalo is een bestuurslaag in het regentschap Tebo van de provincie Jambi, Indonesië. Puntikalo telt 1857 inwoners (volkstelling 2010).